# Mataz Saleh
Mataz Saleh Abd-Raboh Bait Abd-Raboh (* 28. Mai 1996 in Salala) ist ein omanischer Fußballspieler.

## Karriere

### Klub
Seit mindestens der Saison 2016/17 steht er im Kader des Dhofar SCSC.

### Nationalmannschaft
Seinen ersten bekannten Einsatz für die omanische Fußballnationalmannschaft hatte er am 8. August 2016 bei einem 1:0-Freundschaftsspielsieg über die Turkmenistan. Danach kam er ausnahmslos in Freundschaftsspielen von 2016 bis 2019 zum Einsatz. Mit zwei Partien beim FIFA-Arabien-Pokal 2021 kam er zu seinen ersten Turniereinsätzen.